# 논산 종학당
논산 종학당(論山 宗學堂)은 대한민국 충청남도 논산시에 있는, 파평 윤씨 문중의 자녀와 내외척, 처가의 자녀들이 모여 합숙교육을 받던 교육도장이다. 1997년 12월 23일 충청남도의 유형문화재 제152호로 지정되었다.

## 개요
파평 윤씨 문중의 자녀와 내외척, 처가의 자녀들이 모여 합숙교육을 받던 교육도장이다. 인조 21년(1643) 윤순거가 문중의 자녀교육을 위해 세운 후 종약(宗約)을 제정하였다. 화재로 인해 없어졌다가 1970년 윤정규가 지금의 종학당을 다시 지었다.
앞면 4칸·옆면 2칸으로 가운데 2x2칸은 대청을 겸한 트인 마루를 두었고 양쪽 칸은 방을 설치하였다.
1910년까지 운영된 종학당은 일반 서원이나 서당과는 다르게 교육목표와 교육과정을 두고 학칙도 정하여 시행하였다.

## 참고 자료
- 종학당(정수루,숙사) - 국가유산청 국가유산포털